# Ngaliyan (Bejen)
Ngaliyan is een bestuurslaag in het regentschap Temanggung van de provincie Midden-Java, Indonesië. Ngaliyan telt 1988 inwoners (volkstelling 2010).